# روبن فينتورا
روبن فينتورا (بالإنجليزية: Robin Ventura) هو لاعب كرة قاعدة أمريكي، ولد في 14 يوليو 1967 في سانتا ماريا في الولايات المتحدة.

## وصلات خارجية
- روبن فينتورا على موقع دوري كرة القاعدة الرئيسي (الإنجليزية)
- روبن فينتورا على موقعبيزبول رفرنس.كوم (الدوري الرئيسي) (الإنجليزية)
- روبن فينتورا على موقعبيزبول رفرنس.كوم (الدوري الثانوي) (الإنجليزية)
- روبن فينتورا على موقع إي إس بي إن.كوم (أم.أل.بي) (الإنجليزية)
- روبن فينتورا على موقع مشجعي الرسوم البيانية (الإنجليزية)
- روبن فينتورا على موقع أوليمبيديا (الإنجليزية)